# 塔門

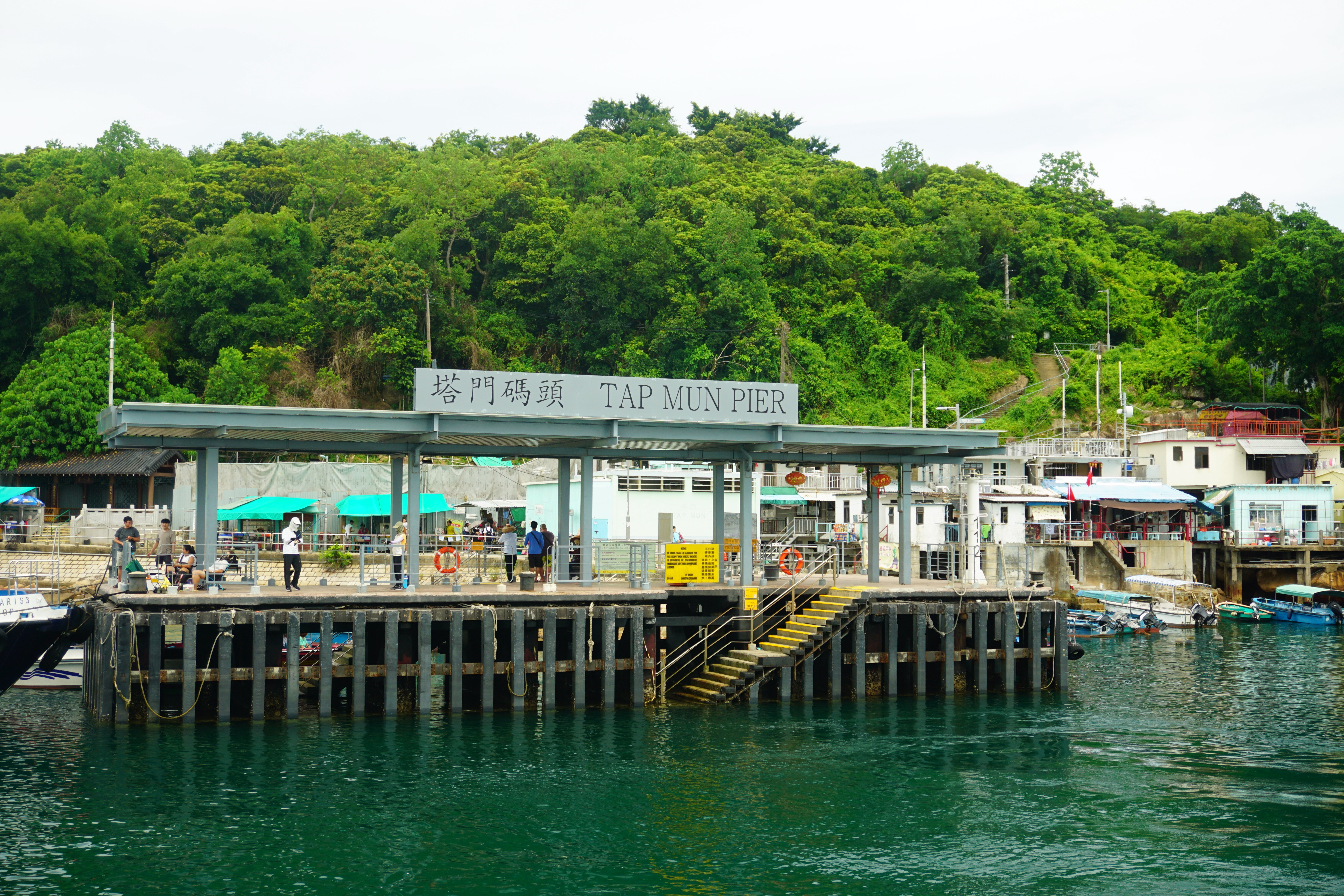
塔門碼頭

塔門（英語：Tap Mun，官方地圖名稱）是香港一座位於大灘海、大赤門及大鵬灣之間的島嶼，地理上幾乎全被郊野公園包圍的，行政上屬於大埔區，鄰近西貢半島西貢北，面積達1.69平方公里。塔門東面是以獅子滾球為著名的弓洲；南端是塔門口和高流灣；北端是赤洲口和赤洲；西端是大灘海和灣仔半島。
島上設有一個天后廟，在大節日（如天后誕）時會有很多漁民到塔門上香祈求平安，香火鼎盛。此外環境保護署也在塔門設立一個空氣污染指數監測站，以觀測市區的污染對郊外的影響，也可以作一個對比。

## 歷史
塔門古稱佛塔， 是惠潮與廣州府海路交通的一個中途補給站。明朝萬曆年間（1573-1619）編的《粵大記》中，便將塔門稱為佛塔。島上天后廟內有乾隆八年（1743）「葉徐送產碑」，鐫刻塔門天后宮在清初由東官漁商建立，可見塔門當時的漁港活躍。稍後的嘉慶三年（1798），塔門天后廟重修，廟碑記載六百多位善信捐款紀錄，其中包括罟店、船戶、店舖等。塔門港在清中葉為大鵬灣「形勝之區，舟楫通津之所」。

## 概況

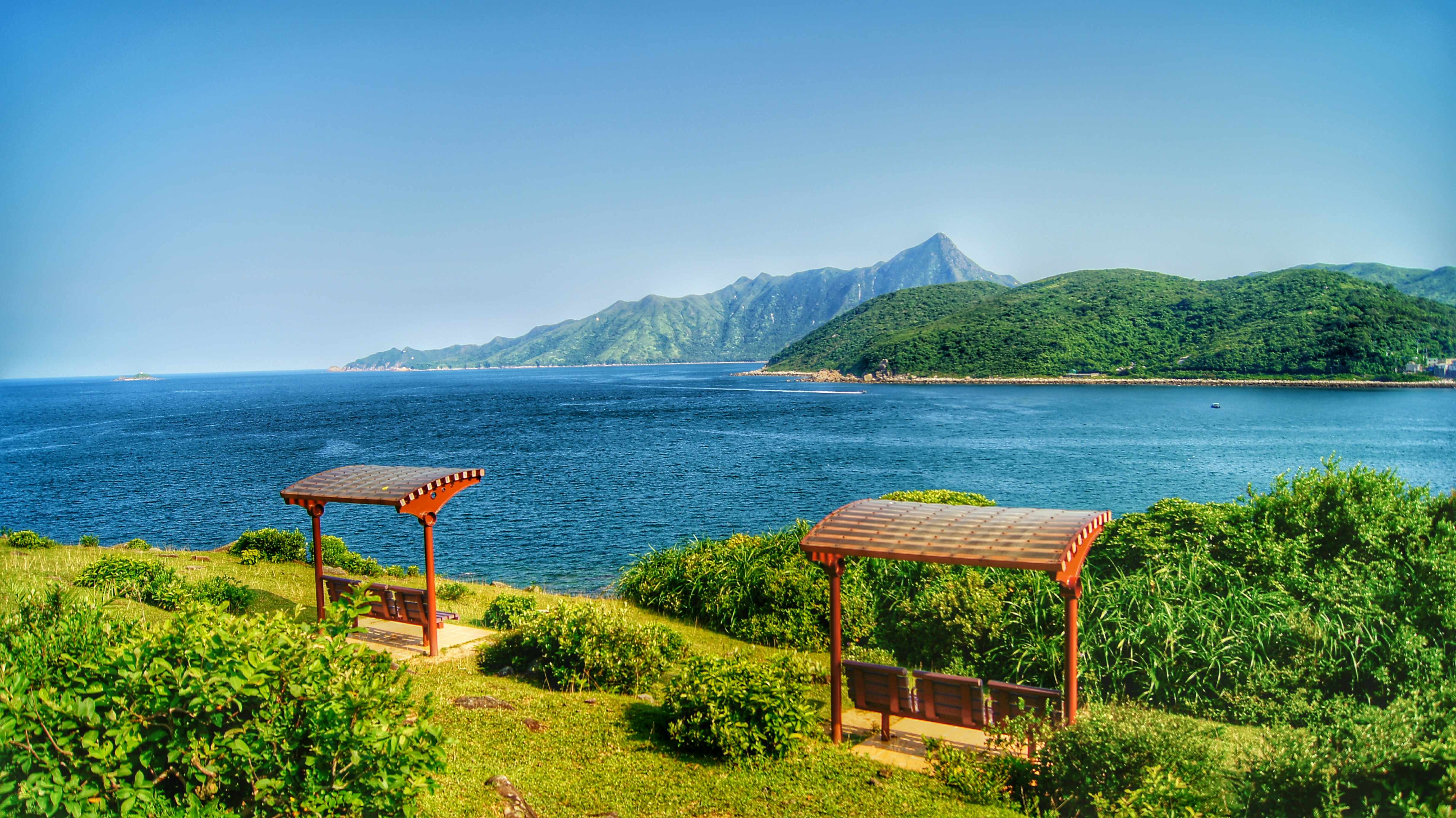
塔門以東遠眺蚺蛇尖

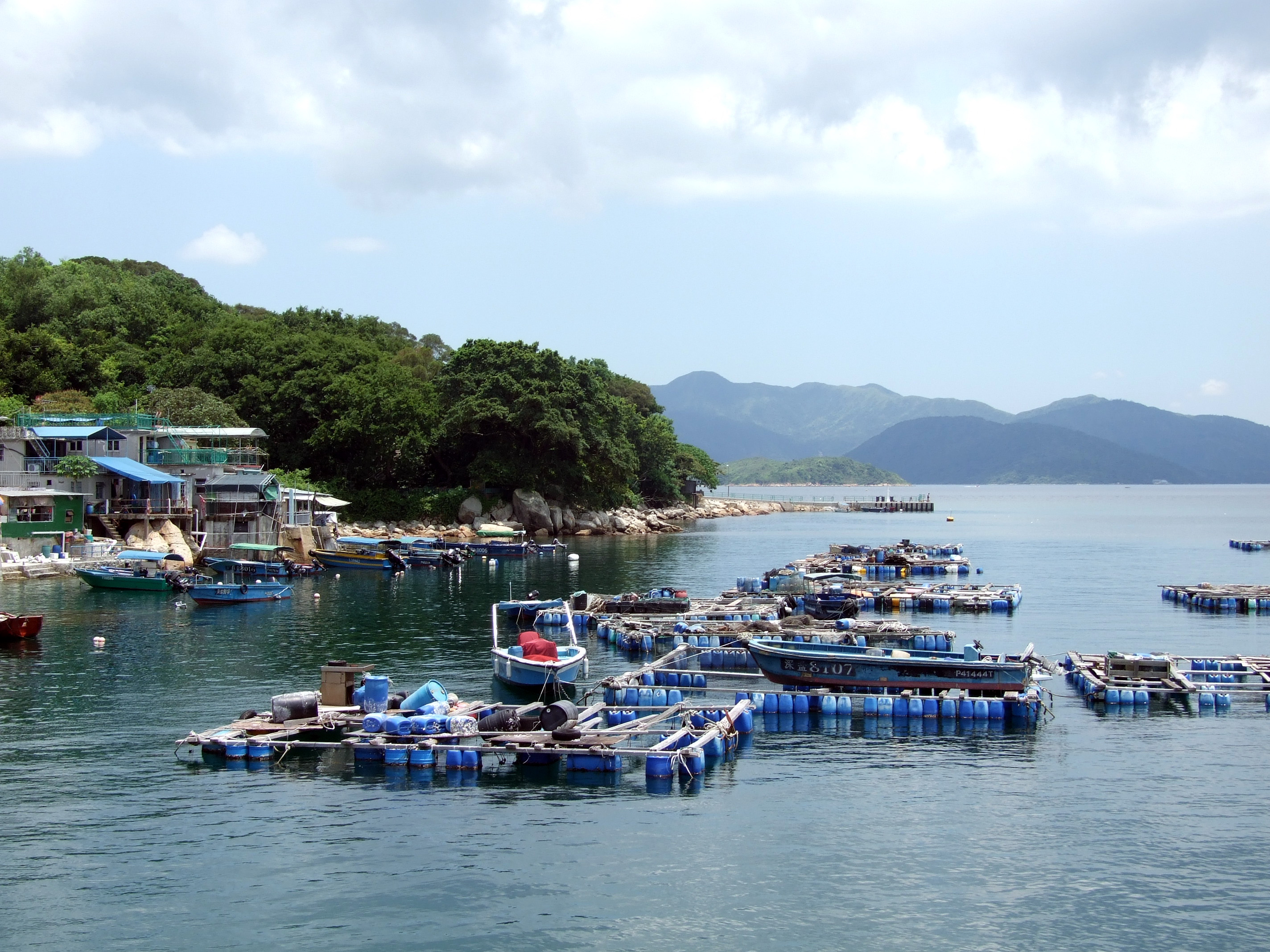
塔門魚類養殖區

島上渔民高峰時有二千人居住，後來大部分居民遷到市區謀生。現時有部分不遷的居民於島上開設士多或餐廳，招待假日來島上的旅客。
塔門居民多以捕魚為業，但隨著捕魚業式微，青年人多往市區另找工作，而兒童亦往市區就讀，引致島上學校最終停辦。假日遊人眾多，島上名勝亦多，如塔門洞、呂字石、龍頸筋、打浪排等。

## 地方行政
塔門在行政區劃上屬於大埔區，塔門並不劃入西貢區的原因是在1970年代興建萬宜水庫前，西貢並未有道路通往北潭凹、黃石碼頭等地區，而且西貢北的鄉村如深涌、荔枝莊、榕樹澳和島嶼東平洲等都依賴街渡、渡輪往來大埔區的大埔滘（後來改為沙田區的馬料水）。
現時島上分為三條村（街坊、漁民新村、榕樹村），每村有二位村代表，隸屬大埔區的西貢北鄉事委員會，本村建有村公所、學校、警崗、青年會會所。天后古廟建造於明末清初，至今已有三百餘載，供奉天后聖母之外，尚有觀音大士及關帝，一向威靈顯赫，香火鼎盛，各地漁民善信皆奉為生佛。政府對村中建設甚為重視，建有碼頭、避雨亭、足球場等。此外水務署除了由蚺蛇灣鋪設海底水管到當地，以供應溪水外，還提供自來水。電力公司及電訊公司則鋪設海底電纜，提供電力及通訊設施。數年前更配合建醮搭棚場地，斥資施工填海擴闊土地。

## 氣候
| 塔門 (1994-2023)    | 塔門 (1994-2023) | 塔門 (1994-2023) | 塔門 (1994-2023) | 塔門 (1994-2023) | 塔門 (1994-2023) | 塔門 (1994-2023) | 塔門 (1994-2023) | 塔門 (1994-2023) | 塔門 (1994-2023) | 塔門 (1994-2023) | 塔門 (1994-2023) | 塔門 (1994-2023) | 塔門 (1994-2023) |
| 月份                | 1月              | 2月              | 3月              | 4月              | 5月              | 6月              | 7月              | 8月              | 9月              | 10月             | 11月             | 12月             | 全年             |
| ------------------- | ---------------- | ---------------- | ---------------- | ---------------- | ---------------- | ---------------- | ---------------- | ---------------- | ---------------- | ---------------- | ---------------- | ---------------- | ---------------- |
| 历史最高温 °C（°F） | 28.6 (83.5)      | 28.7 (83.7)      | 30.0 (86.0)      | 33.2 (91.8)      | 35.6 (96.1)      | 37.2 (99.0)      | 37.4 (99.3)      | 37.1 (98.8)      | 36.1 (97.0)      | 34.3 (93.7)      | 31.4 (88.5)      | 28.6 (83.5)      | 37.4 (99.3)      |
| 平均高温 °C（°F）   | 18.8 (65.8)      | 19.1 (66.4)      | 21.4 (70.5)      | 24.8 (76.6)      | 28.4 (83.1)      | 30.8 (87.4)      | 31.9 (89.4)      | 31.5 (88.7)      | 30.8 (87.4)      | 28.4 (83.1)      | 24.8 (76.6)      | 20.5 (68.9)      | 25.9 (78.6)      |
| 日均气温 °C（°F）   | 15.1 (59.2)      | 15.8 (60.4)      | 18.3 (64.9)      | 21.8 (71.2)      | 25.3 (77.5)      | 27.5 (81.5)      | 28.2 (82.8)      | 27.9 (82.2)      | 27.3 (81.1)      | 25.0 (77.0)      | 21.2 (70.2)      | 16.6 (61.9)      | 22.5 (72.5)      |
| 平均低温 °C（°F）   | 12.1 (53.8)      | 13.1 (55.6)      | 15.8 (60.4)      | 19.5 (67.1)      | 22.9 (73.2)      | 25.1 (77.2)      | 25.5 (77.9)      | 25.3 (77.5)      | 24.8 (76.6)      | 22.4 (72.3)      | 18.5 (65.3)      | 13.6 (56.5)      | 19.9 (67.8)      |
| 历史最低温 °C（°F） | 2.1 (35.8)       | 3.5 (38.3)       | 5.6 (42.1)       | 9.1 (48.4)       | 15.1 (59.2)      | 19.6 (67.3)      | 21.6 (70.9)      | 22.4 (72.3)      | 18.1 (64.6)      | 14.8 (58.6)      | 7.9 (46.2)       | 3.6 (38.5)       | 2.1 (35.8)       |
| 平均降水量 mm（）   | 32.7 (1.29)      | 42.1 (1.66)      | 69.6 (2.74)      | 137.3 (5.41)     | 274.5 (10.81)    | 393.1 (15.48)    | 305.8 (12.04)    | 330.6 (13.02)    | 206.0 (8.11)     | 75.5 (2.97)      | 37.4 (1.47)      | 23.6 (0.93)      | 1,928.2 (75.91)  |
| 平均相對濕度（％）  | 77               | 80               | 83               | 85               | 87               | 89               | 87               | 88               | 84               | 79               | 77               | 73               | 82               |
| 来源：香港天文台    |                  |                  |                  |                  |                  |                  |                  |                  |                  |                  |                  |                  |                  |

## 交通
- 對外交通是街渡，由翠華船務（香港）有限公司提供服務。

可在黃石碼頭乘搭街渡前往
- 平日票價：$11.0
- 星期六、日及公眾假期：$16

馬料水碼頭乘搭街渡
- 平日票價：$20
- 星期六、日及公眾假期：$30

- 從馬料水開出：08:30、12:30（假日加開）、15:00
- 往馬料水班次在塔門開出：11:10、13:45（假日加開）、17:30

除了街渡外，民眾亦可在黃石碼頭搭乘快艇前往。

## 圖片

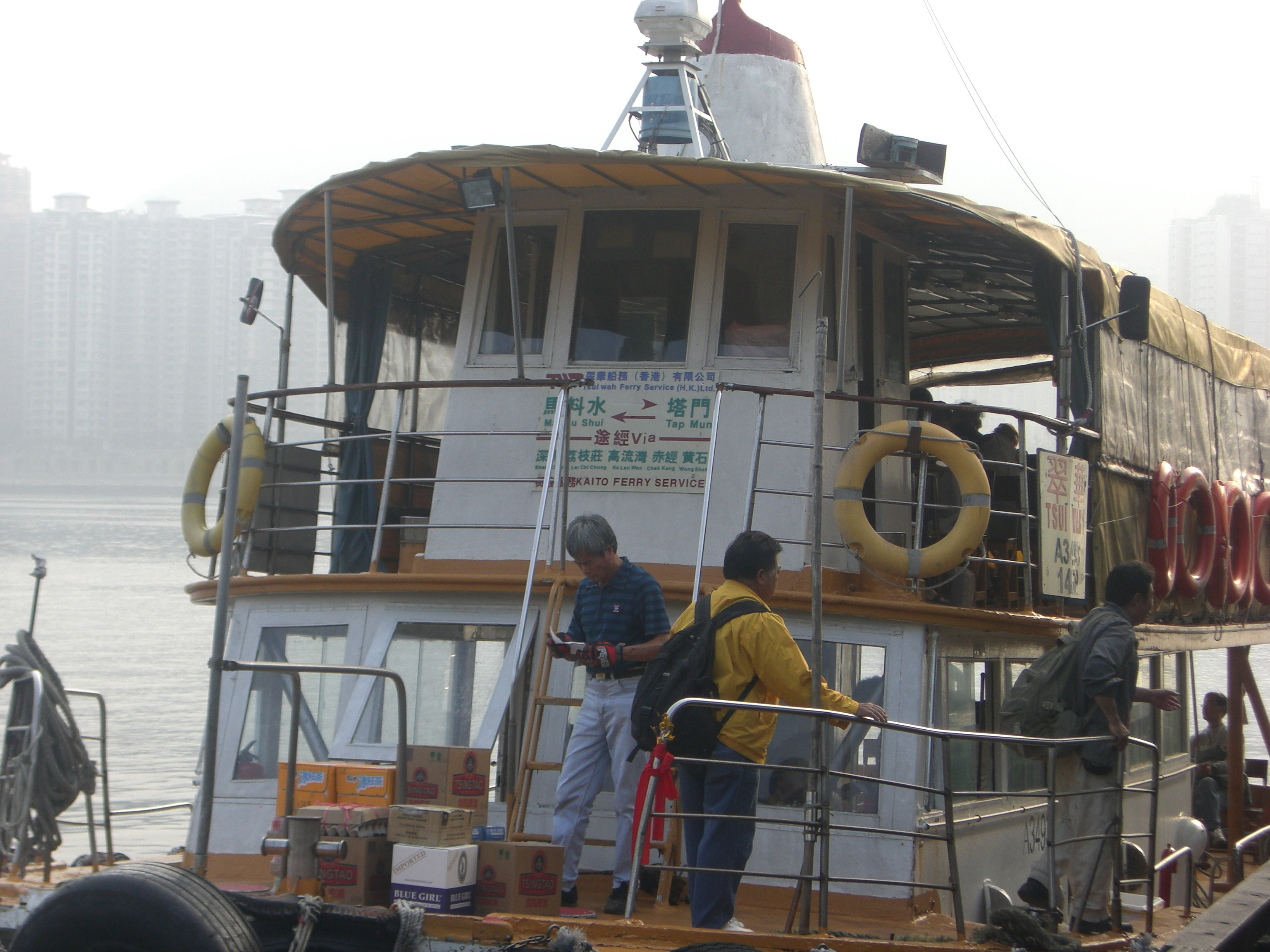
馬料水碼頭前往塔門的街渡
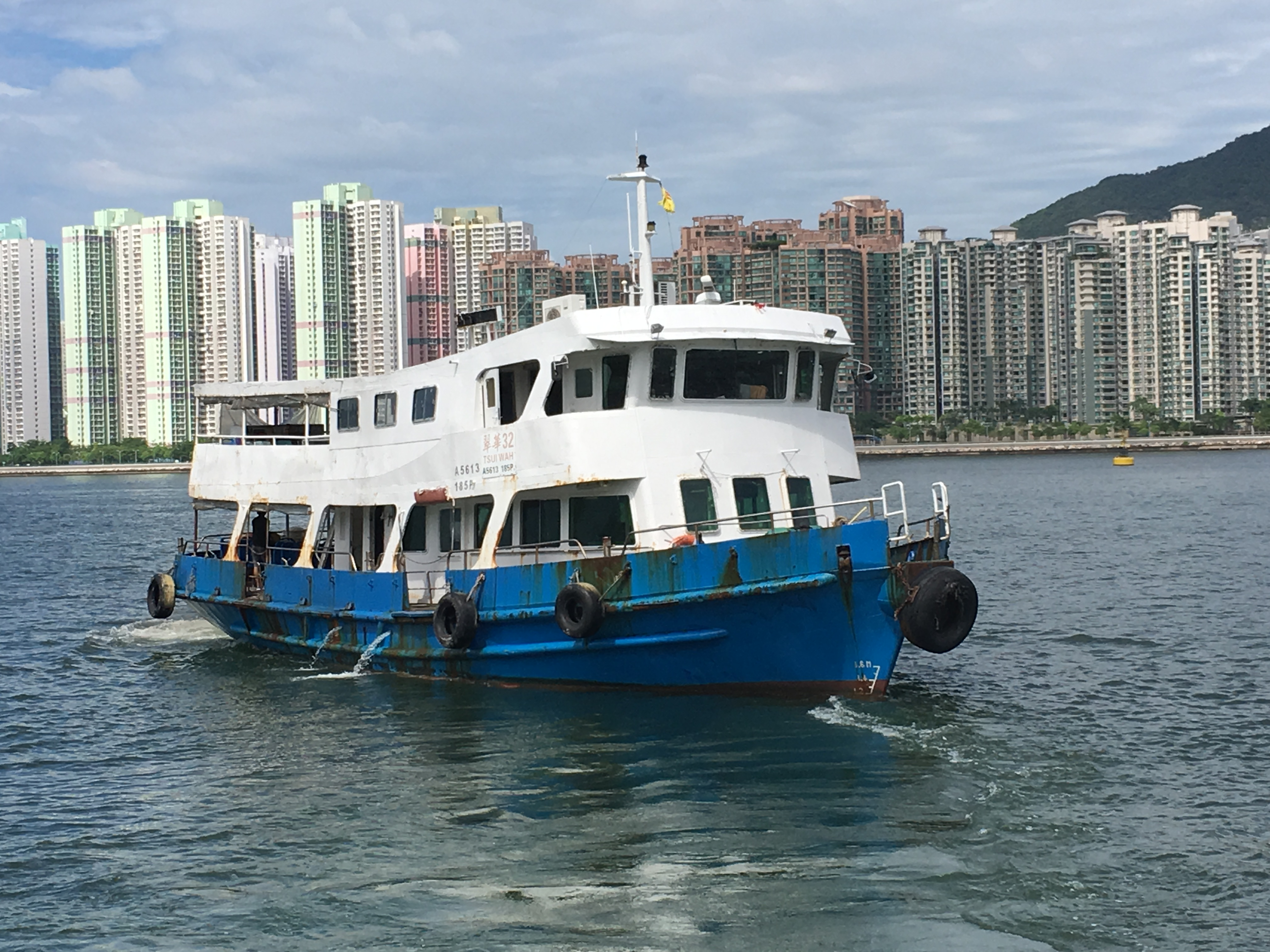
馬料水碼頭前往塔門的街渡
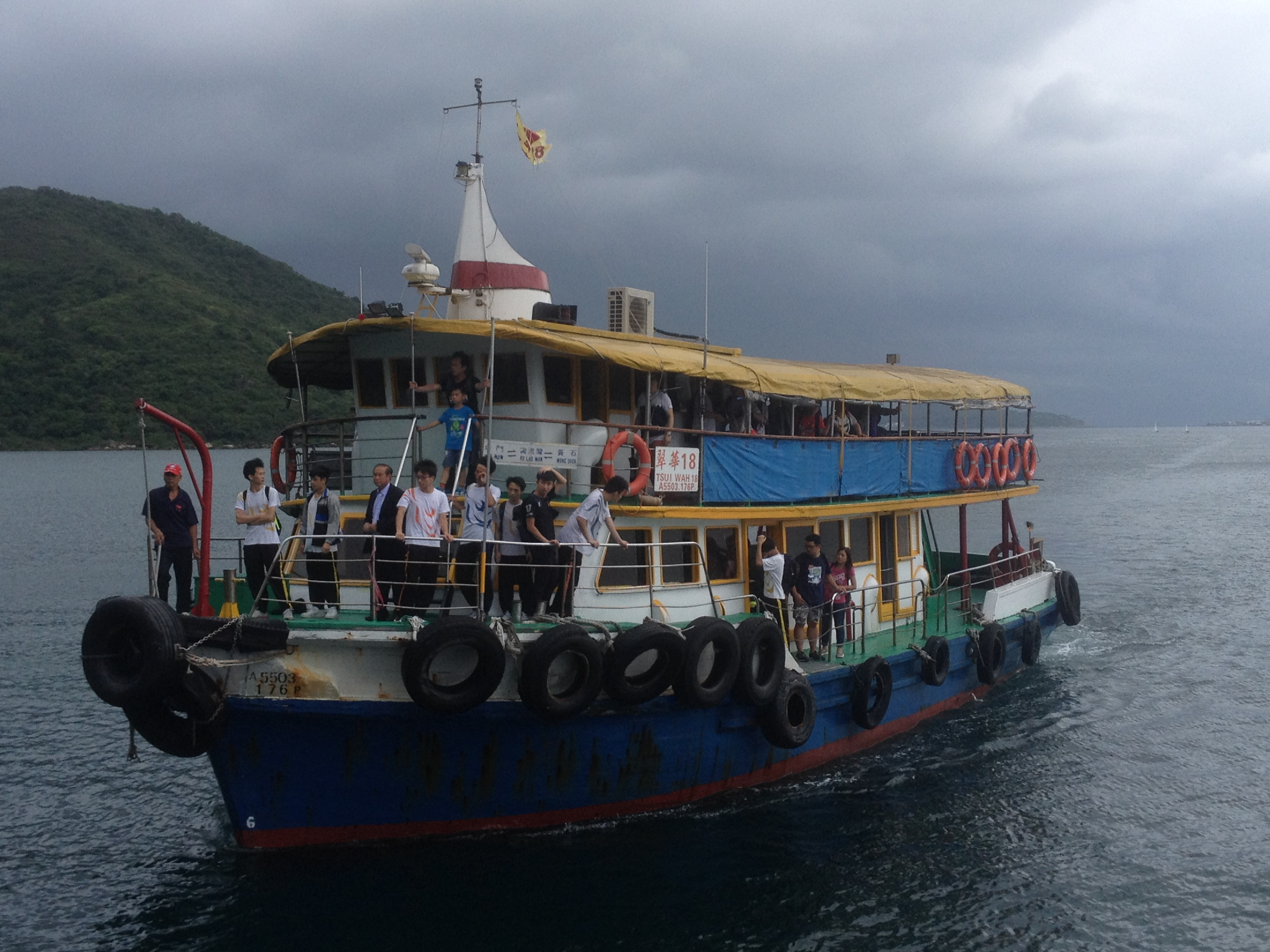
黃石至塔門的街渡
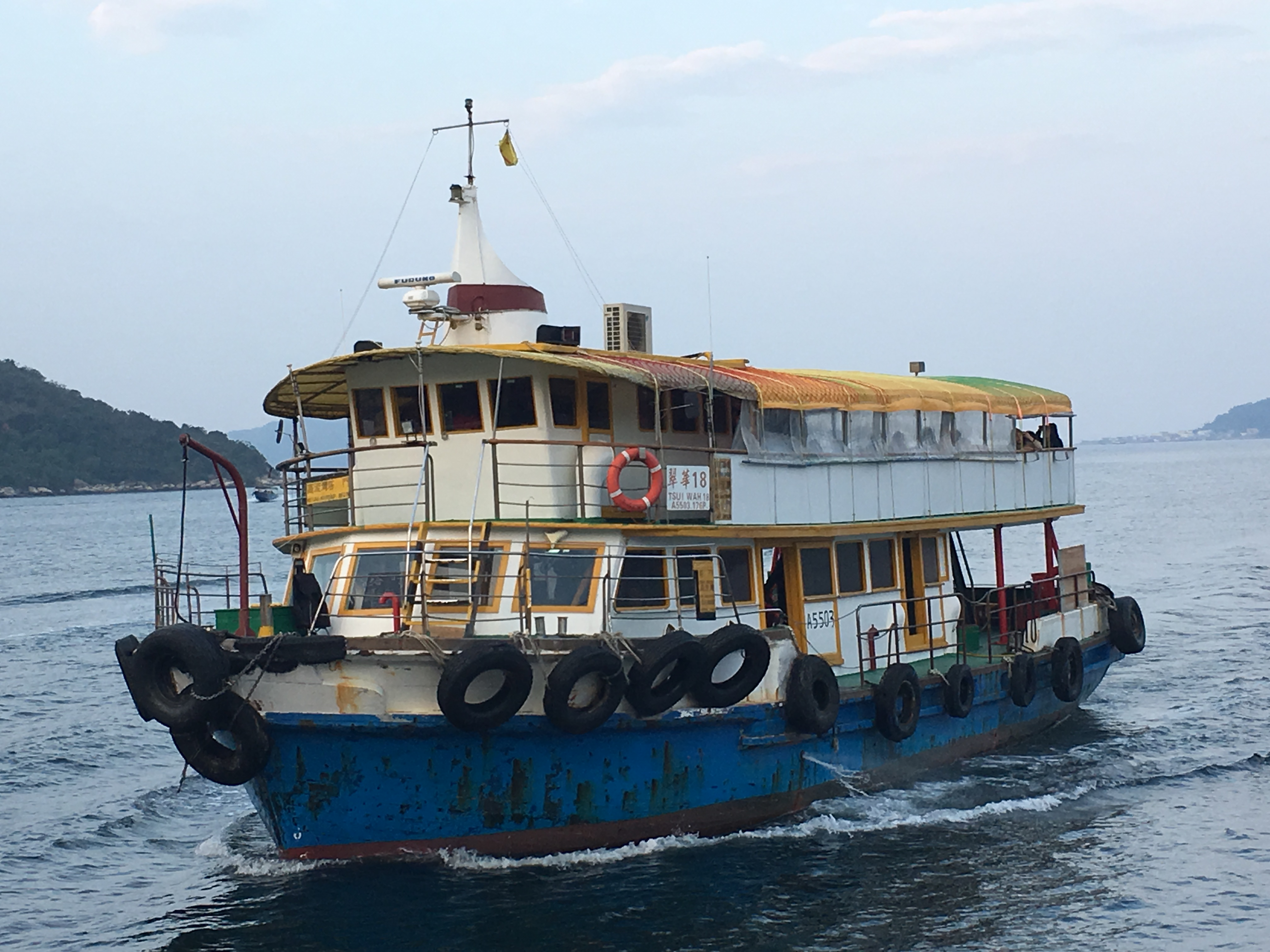
黃石至塔門的街渡
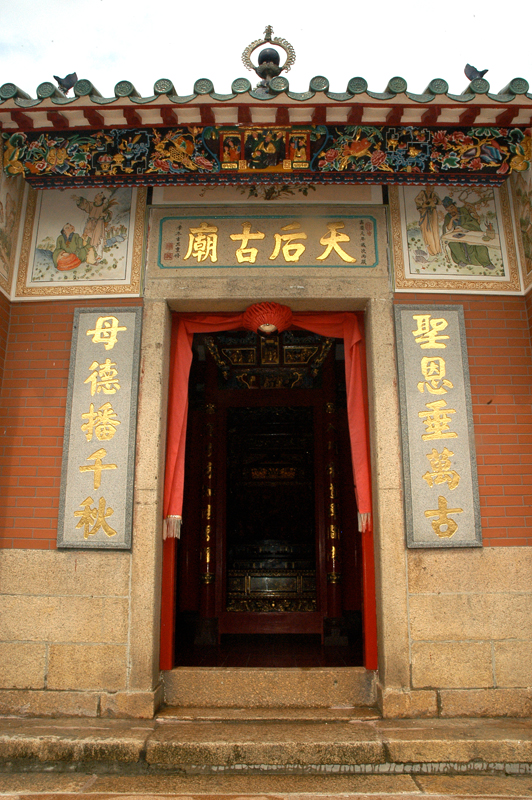
塔門的天后廟，建於清朝康熙年間，瓦背簷飾保存完整，具有華南廟宇特色。據說左腳入、右腳出，可送走霉運。
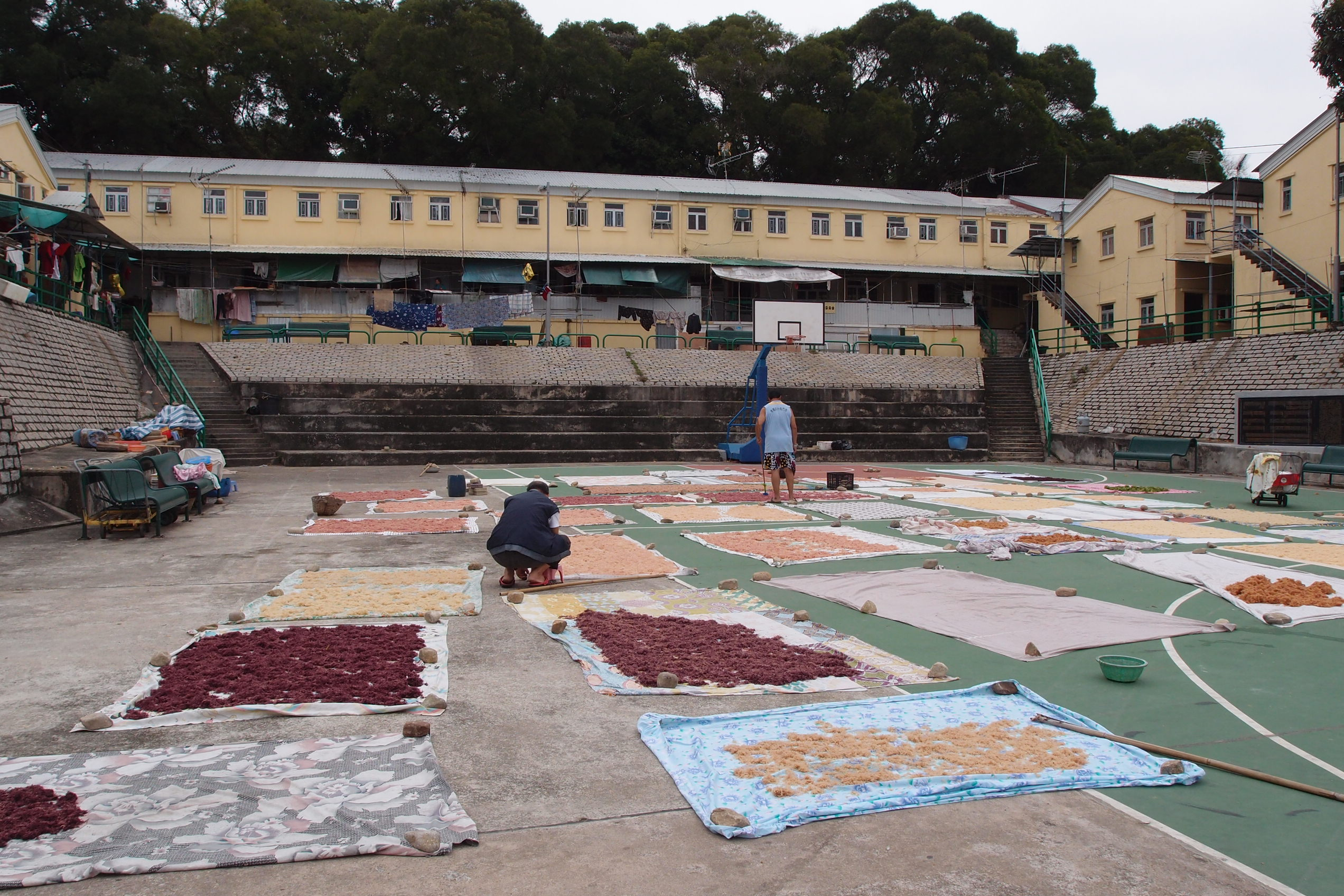
漁民村球場成了曬菜場
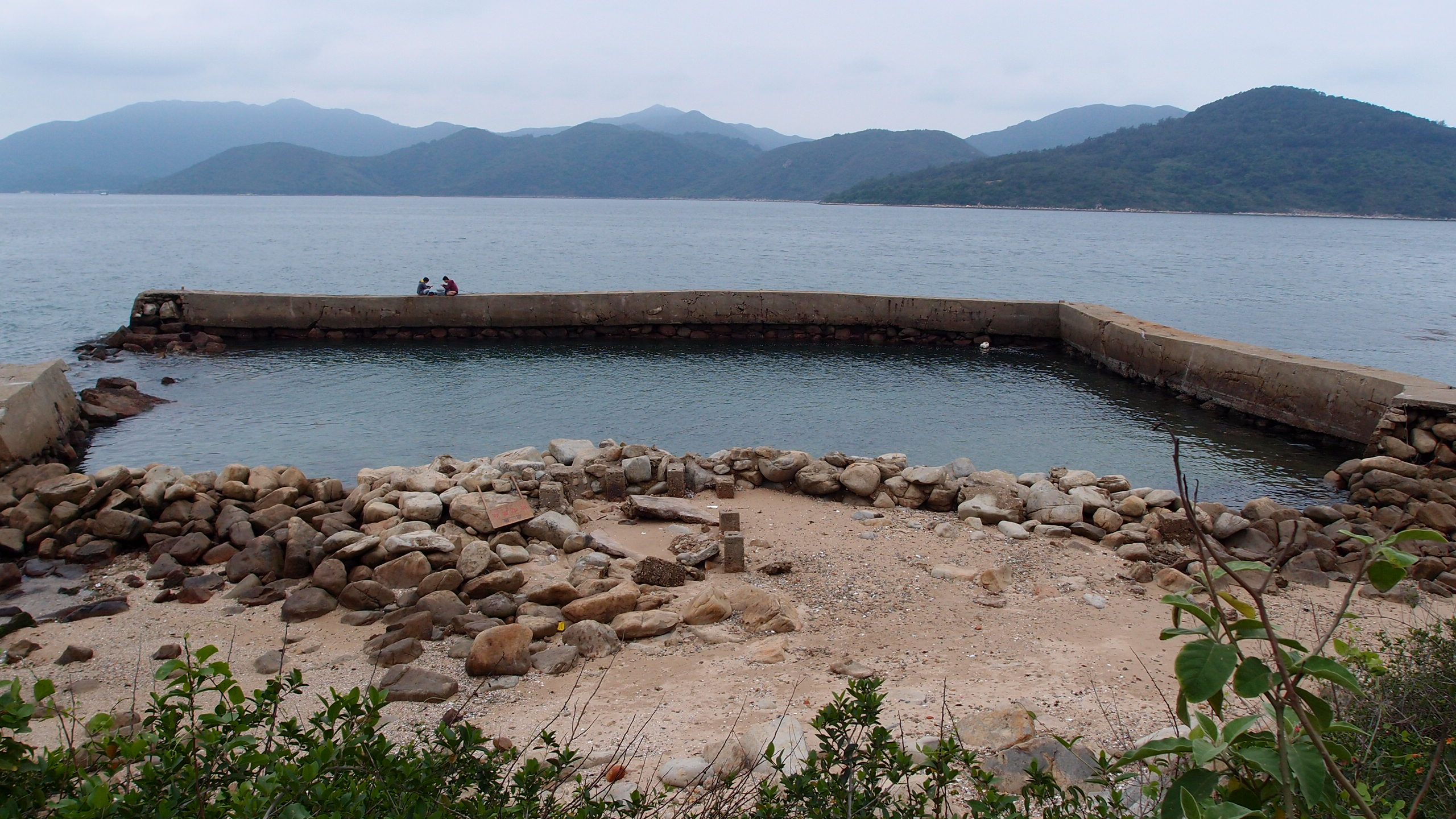
荒廢漁塘的提壩
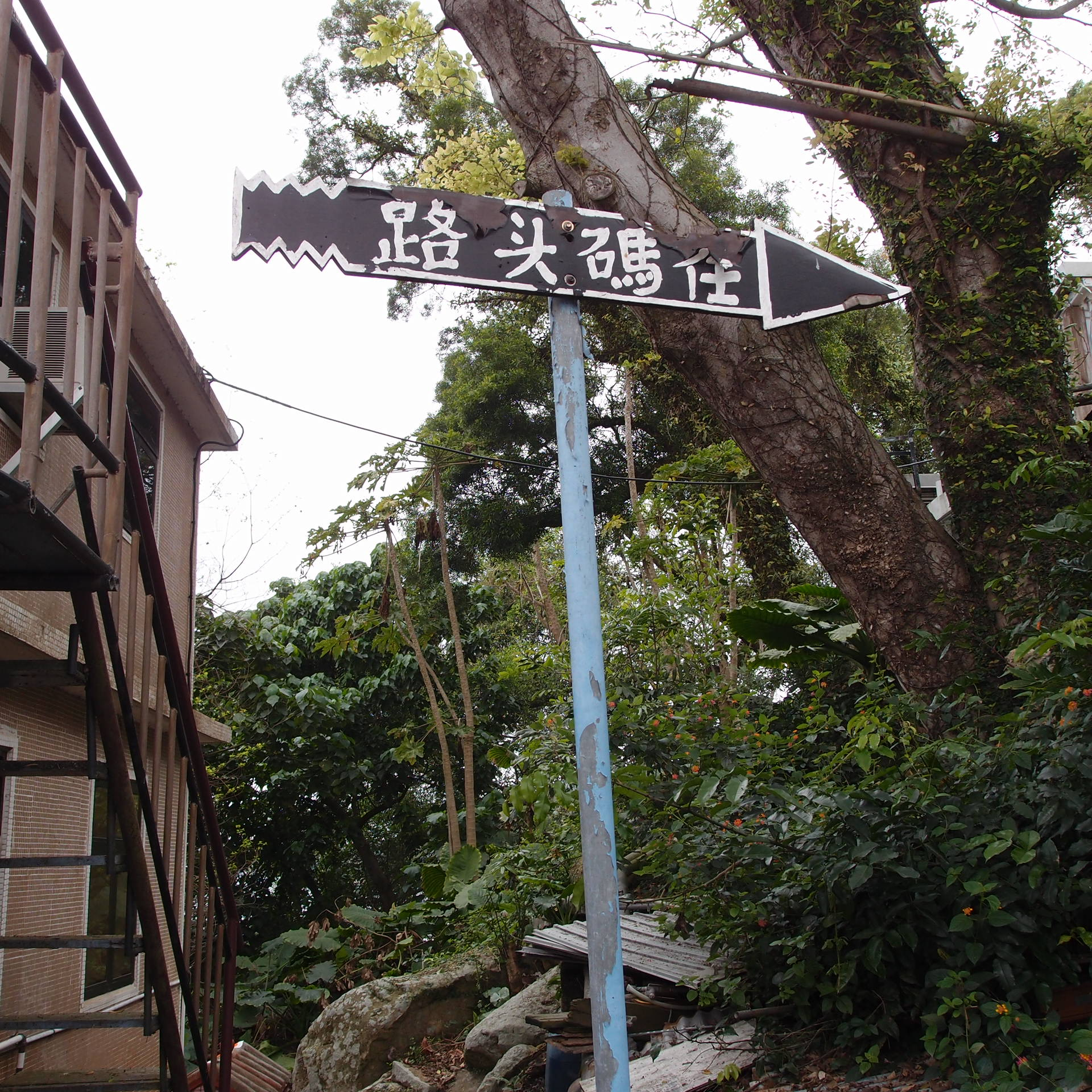
村民手寫的路牌
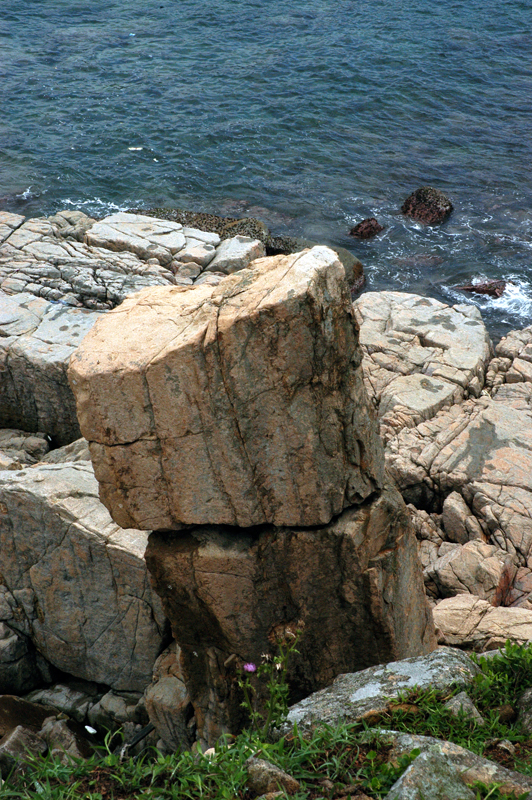
疊石是塔門地標之一，兩塊大石上下疊起，形成一個有趣的「呂」字，所以又名「呂字疊石」。
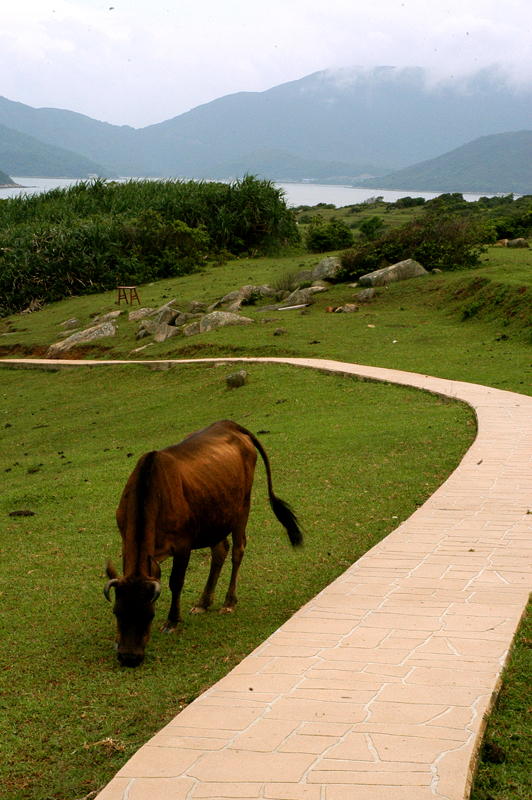
疊石以上的步行徑上，不難發現牛隻吃草。

## 環境污染問題
近年來西貢北塔門亦成為港人和內地旅客的「新景點」。2018年內地五一黃金周，塔門草地及石灘逼滿內地露營團，但不少人在露營後將膠袋、發泡膠、帳幕等垃圾棄在草地或石灘上，有流浪牛更誤把膠袋當食物吃掉。
2019年內地五一黃金周，不少旅客南下訪港，迫爆港九多區，近年更興起「深度遊」到郊外露營。西貢多個地方遭大批旅客攻陷，塔門有個由45名內地旅客組成的「徒步團」，陪伴旅客們在草原上宿一宵的帳篷，則有被用完即棄之嫌，塔門青青草地上遺下逾廿個帳篷。
2020年，有保護郊野牛隻的義工在塔門目擊一名年邁清潔工，將遊人享樂後留下的大量垃圾逐袋搬落山，垃圾收集處堆積垃圾外，郊野公園也滿佈臭氣熏天的膠袋，未開的燒烤蜜、啤酒、營釘等，更在塔門草地上發現有大量玻璃碎，情況頗不理想。

## 區議會議席分佈
由於塔門人口稀少，現時只有街渡連接深涌、荔枝莊、黃石碼頭等地，所以往往跟這些鄉村（包括海下）範圍劃為同一個選區。
| 年度/範圍 | 2000-2003  | 2004-2007  | 2008-2011  | 2012-2015  | 2016-2019  | 2020-2023  |
| --------- | ---------- | ---------- | ---------- | ---------- | ---------- | ---------- |
| 整個塔門  | 西貢北選區 | 西貢北選區 | 西貢北選區 | 西貢北選區 | 西貢北選區 | 西貢北選區 |

## 腳註
1. ↑   (PDF). Govt of Hong Kong. （原始内容存档 (PDF)于2021-02-26）.
2. ↑  . www.map.gov.hk.   [2020-06-28]. （原始内容存档于2021-09-03）.
3. ↑  南面的高流灣一帶屬西貢東郊野公園，西面的灣仔半島屬西貢西郊野公園，北面的赤洲屬船灣郊野公園（擴建部份）
4. 1 2  .
5. ↑  . 香港天文台.   [February 6, 2018]. （原始内容存档于2019-10-23）.
6. ↑  . 蘋果日報. 2018-05-02  [2019-11-22]. （原始内容存档于2020-02-15）.
7. ↑  蔡正邦; 郭倩雯; 黃文軒. . 香港01. 2019年5月3日  [2019年11月22日]. （原始内容存档于2020年10月20日）.
8. ↑  . 頭條日報. 2020年5月4日  [2020年5月4日]. （原始内容存档于2020年5月4日）.

## 外部連結
- 香港地方 （页面存档备份，存于）
- 塔門相片 （页面存档备份，存于）
- . 山上行 www.walkonhill.com. 6月26日  [2015-06-25]. （原始内容存档于2020-06-28）.